# A stroncium izotópjai
A stronciumnak (Sr) négy stabil, a természetben is előforduló izotópja van: 84Sr (0,56%), 86Sr (9,86%), 87Sr (7,0%) és 88Sr (82,58%). Standard atomtömege 87,62(1) u.
Csak a 87Sr radiogén, a radioaktív 87Rb bomlása során keletkezik, melynek felezési ideje 4,88·1010 év. Ennélfogva a 87Sr-nek minden anyagban két forrása van: primordiális eredetű, mely a nukleszintézis során együtt keletkezett a 84Sr, 86Sr és 88Sr izotópokkal; illetve a 87Rb radioaktív bomlása során képződő. A geológiai vizsgálatokban jellemzően a 87Sr/86Sr izotóparányt szokták megadni, az ásványokban és kőzetekben ez körülbelül 0,7-től kezdődően akár 4,0 fölötti érték is lehet. Mivel a stroncium elektronszerkezete a kalciuméhoz hasonló, az ásványokban a Sr könnyen helyettesítheti a Ca-ot.
Harmincegy instabil izotópja ismert, a leghosszabb élettartamú a 90Sr (felezési ideje 28,9 év) és a 85Sr (64,853 nap). Jelentősége a stroncium-89-nek (89Sr, felezési ideje 50,57 nap) és a stroncium-90-nek (90Sr) van, ezek az izotópok negatív béta-bomlással (β−) – egy elektron és egy antineutrínó ({\displaystyle {\bar {\nu }}_{e}}) kibocsátása közben – ittriummá alakulnak át:
{\displaystyle \mathrm {^{89}Sr} \rightarrow \mathrm {^{89}Y} +e^{-}+{\bar {\nu }}_{e}}
{\displaystyle \mathrm {^{90}Sr} \rightarrow \mathrm {^{90}Y} +e^{-}+{\bar {\nu }}_{e}}
A 89Sr mesterséges radioizotóp, melyet a csontrák kezelésére használnak. Olyan esetben, amikor a rákos betegnek kiterjedt és fájdalmas csontáttétei vannak, 89Sr bejuttatásával közvetlenül a csontproblémák helyére lehet összpontosítani a béta-részecskéket, ahol a legintenzívebb a kalcium forgalma.
A 90Sr a maghasadás mellékterméke, az atomrobbantások radioaktív kihullásának egyik összetevője. Egészségügyi kockázatot jelent, mivel a csontban képes a kalciumot helyettesíteni, és így nem ürül ki a szervezetből. Mivel hosszú élettartamú, nagy energiájú béta-sugárzó, a SNAP típusú radioizotópos termoelektromos generátorokban használják. Ígéretes ezeknek űreszközökben, távoli meteorológiai állomásokon, navigációs bójákban stb. történő felhasználása, ahol könnyű, hosszú élettartamú nukleáris-elektromos energiaforrásra van szükség. Az 1986-os csernobili baleset hatalmas területeket szennyezett be 90Sr-nel.
A legkönnyebb ismert izotópja a 73Sr, a legnehezebb pedig a 107Sr.
A többi izotóp felezési ideje 55 napnál rövidebb, a többségé a 100 percet sem éri el.

## Táblázat
| nuklid jele | Z(p)                | N(n)                | izotóptömeg (u)     | felezési idő     | bomlási mód(ok)  | leány- izotóp(ok) | magspin  | jellemző izotóp- összetétel (móltört) | természetes ingadozás (móltört) |
| nuklid jele | gerjesztési energia | gerjesztési energia | gerjesztési energia | felezési idő     | bomlási mód(ok)  | leány- izotóp(ok) | magspin  | jellemző izotóp- összetétel (móltört) | természetes ingadozás (móltört) |
| ----------- | ------------------- | ------------------- | ------------------- | ---------------- | ---------------- | ----------------- | -------- | ------------------------------------- | ------------------------------- |
| 73Sr        | 38                  | 35                  | 72,96597(64)#       | >25 ms           | β+ (>99,9%)      | 73Rb              | 1/2−#    |                                       |                                 |
| 73Sr        | 38                  | 35                  | 72,96597(64)#       | >25 ms           | β+, p (<0,1%)    | 72Kr              | 1/2−#    |                                       |                                 |
| 74Sr        | 38                  | 36                  | 73,95631(54)#       | 50# ms [>1,5 µs] | β+               | 74Rb              | 0+       |                                       |                                 |
| 75Sr        | 38                  | 37                  | 74,94995(24)        | 88(3) ms         | β+ (93,5%)       | 75Rb              | (3/2−)   |                                       |                                 |
| 75Sr        | 38                  | 37                  | 74,94995(24)        | 88(3) ms         | β+, p (6,5%)     | 74Kr              | (3/2−)   |                                       |                                 |
| 76Sr        | 38                  | 38                  | 75,94177(4)         | 7,89(7) s        | β+               | 76Rb              | 0+       |                                       |                                 |
| 77Sr        | 38                  | 39                  | 76,937945(10)       | 9,0(2) s         | β+ (99,75%)      | 77Rb              | 5/2+     |                                       |                                 |
| 77Sr        | 38                  | 39                  | 76,937945(10)       | 9,0(2) s         | β+, p (0,25%)    | 76Kr              | 5/2+     |                                       |                                 |
| 78Sr        | 38                  | 40                  | 77,932180(8)        | 159(8) s         | β+               | 78Rb              | 0+       |                                       |                                 |
| 79Sr        | 38                  | 41                  | 78,929708(9)        | 2,25(10) perc    | β+               | 79Rb              | 3/2(−)   |                                       |                                 |
| 80Sr        | 38                  | 42                  | 79,924521(7)        | 106,3(15) perc   | β+               | 80Rb              | 0+       |                                       |                                 |
| 81Sr        | 38                  | 43                  | 80,923212(7)        | 22,3(4) perc     | β+               | 81Rb              | 1/2−     |                                       |                                 |
| 82Sr        | 38                  | 44                  | 81,918402(6)        | 25,36(3) nap     | EC               | 82Rb              | 0+       |                                       |                                 |
| 83Sr        | 38                  | 45                  | 82,917557(11)       | 32,41(3) óra     | β+               | 83Rb              | 7/2+     |                                       |                                 |
| 83mSr       | 259,15(9) keV       | 259,15(9) keV       | 259,15(9) keV       | 4,95(12) s       | IT               | 83Sr              | 1/2−     |                                       |                                 |
| 84Sr        | 38                  | 46                  | 83,913425(3)        | Látszólag stabil | Látszólag stabil | Látszólag stabil  | 0+       | 0,0056(1)                             | 0,0055–0,0058                   |
| 85Sr        | 38                  | 47                  | 84,912933(3)        | 64,853(8) nap    | EC               | 85Rb              | 9/2+     |                                       |                                 |
| 85mSr       | 238,66(6) keV       | 238,66(6) keV       | 238,66(6) keV       | 67,63(4) perc    | IT (86,6%)       | 85Sr              | 1/2−     |                                       |                                 |
| 85mSr       | 238,66(6) keV       | 238,66(6) keV       | 238,66(6) keV       | 67,63(4) perc    | β+ (13,4%)       | 85Rb              | 1/2−     |                                       |                                 |
| 86Sr        | 38                  | 48                  | 85,9092607309(91)   | Stabil           | Stabil           | Stabil            | 0+       | 0,0986(1)                             | 0,0975–0,0999                   |
| 86mSr       | 2955,68(21) keV     | 2955,68(21) keV     | 2955,68(21) keV     | 455(7) ns        |                  |                   | 8+       |                                       |                                 |
| 87Sr        | 38                  | 49                  | 86,9088774970(91)   | Stabil           | Stabil           | Stabil            | 9/2+     | 0,0700(1)                             | 0,0694–0,0714                   |
| 87mSr       | 388,533(3) keV      | 388,533(3) keV      | 388,533(3) keV      | 2,815(12) óra    | IT (99,7%)       | 87Sr              | 1/2−     |                                       |                                 |
| 87mSr       | 388,533(3) keV      | 388,533(3) keV      | 388,533(3) keV      | 2,815(12) óra    | EC (0,3%)        | 87Rb              | 1/2−     |                                       |                                 |
| 88Sr        | 38                  | 50                  | 87,9056122571(97)   | Stabil           | Stabil           | Stabil            | 0+       | 0,8258(1)                             | 0,8229–0,8275                   |
| 89Sr        | 38                  | 51                  | 88,9074507(12)      | 50,57(3) nap     | β−               | 89Y               | 5/2+     |                                       |                                 |
| 90Sr        | 38                  | 52                  | 89,907738(3)        | 28,90(3) év      | β−               | 90Y               | 0+       |                                       |                                 |
| 91Sr        | 38                  | 53                  | 90,910203(5)        | 9,63(5) óra      | β−               | 91Y               | 5/2+     |                                       |                                 |
| 92Sr        | 38                  | 54                  | 91,911038(4)        | 2,66(4) óra      | β−               | 92Y               | 0+       |                                       |                                 |
| 93Sr        | 38                  | 55                  | 92,914026(8)        | 7,423(24) perc   | β−               | 93Y               | 5/2+     |                                       |                                 |
| 94Sr        | 38                  | 56                  | 93,915361(8)        | 75,3(2) s        | β−               | 94Y               | 0+       |                                       |                                 |
| 95Sr        | 38                  | 57                  | 94,919359(8)        | 23,90(14) s      | β−               | 95Y               | 1/2+     |                                       |                                 |
| 96Sr        | 38                  | 58                  | 95,921697(29)       | 1,07(1) s        | β−               | 96Y               | 0+       |                                       |                                 |
| 97Sr        | 38                  | 59                  | 96,926153(21)       | 429(5) ms        | β− (99,95%)      | 97Y               | 1/2+     |                                       |                                 |
| 97Sr        | 38                  | 59                  | 96,926153(21)       | 429(5) ms        | β−, n (0,05%)    | 96Y               | 1/2+     |                                       |                                 |
| 97m1Sr      | 308,13(11) keV      | 308,13(11) keV      | 308,13(11) keV      | 170(10) ns       |                  |                   | (7/2)+   |                                       |                                 |
| 97m2Sr      | 830,8(2) keV        | 830,8(2) keV        | 830,8(2) keV        | 255(10) ns       |                  |                   | (11/2−)# |                                       |                                 |
| 98Sr        | 38                  | 60                  | 97,928453(28)       | 0,653(2) s       | β− (99,75%)      | 98Y               | 0+       |                                       |                                 |
| 98Sr        | 38                  | 60                  | 97,928453(28)       | 0,653(2) s       | β−, n (0,25%)    | 97Y               | 0+       |                                       |                                 |
| 99Sr        | 38                  | 61                  | 98,93324(9)         | 0,269(1) s       | β− (99,9%)       | 99Y               | 3/2+     |                                       |                                 |
| 99Sr        | 38                  | 61                  | 98,93324(9)         | 0,269(1) s       | β−, n (0,1%)     | 98Y               | 3/2+     |                                       |                                 |
| 100Sr       | 38                  | 62                  | 99,93535(14)        | 202(3) ms        | β− (99,02%)      | 100Y              | 0+       |                                       |                                 |
| 100Sr       | 38                  | 62                  | 99,93535(14)        | 202(3) ms        | β−, n (0,98%)    | 99Y               | 0+       |                                       |                                 |
| 101Sr       | 38                  | 63                  | 100,94052(13)       | 118(3) ms        | β− (97,63%)      | 101Y              | (5/2−)   |                                       |                                 |
| 101Sr       | 38                  | 63                  | 100,94052(13)       | 118(3) ms        | β−, n (2,37%)    | 100Y              | (5/2−)   |                                       |                                 |
| 102Sr       | 38                  | 64                  | 101,94302(12)       | 69(6) ms         | β− (94,5%)       | 102Y              | 0+       |                                       |                                 |
| 102Sr       | 38                  | 64                  | 101,94302(12)       | 69(6) ms         | β−, n (5,5%)     | 101Y              | 0+       |                                       |                                 |
| 103Sr       | 38                  | 65                  | 102,94895(54)#      | 50# ms [>300 ns] | β−               | 103Y              |          |                                       |                                 |
| 104Sr       | 38                  | 66                  | 103,95233(75)#      | 30# ms [>300 ns] | β−               | 104Y              | 0+       |                                       |                                 |
| 105Sr       | 38                  | 67                  | 104,95858(75)#      | 20# ms [>300 ns] |                  |                   |          |                                       |                                 |

1. ↑  Rövidítések:
EC: Elektronbefogás
IT: Izomer átmenet
2. ↑  A stabil izotópok félkövérrel vannak kiemelve, a majdnem stabilak (melyek felezési ideje a világegyetem koránál hosszabb) félkövér dőlttel vannak jelölve
3. ↑  A várakozások szerint  β+β+-bomlással 84Kr-gyé alakul
4. ↑  A rubídium–stroncium kormeghatározásban használják
5. 1 2 3  Hasadási termék

## Fordítás
Ez a szócikk részben vagy egészben  az   Isotopes of strontium című angol Wikipédia-szócikk ezen változatának fordításán alapul.  Az eredeti cikk szerkesztőit annak laptörténete sorolja fel. Ez a jelzés csupán a megfogalmazás eredetét és a szerzői jogokat jelzi, nem szolgál a cikkben szereplő információk forrásmegjelöléseként.